# Саратовская губерния
Сара́товская губе́рния — административно-территориальная единица Российской империи, Российской республики, Российской Советской Федеративной Социалистической Республики и Союза Советских Социалистических Республик, существовавшая в 1797—1928 годах. Губернский город — Саратов.

## География
Саратовская губерния граничила на западе — с Тамбовской и Воронежской губерниями и Областью Войска Донского, на севере — с Пензенской и Симбирской губерниями, на востоке — с Самарской губернией, на юге — с Астраханской губернией.
Площадь губернии составляла 194 122 км² в 1847 году, 84 491 км² — в 1905 году, 91 236 км² — в 1926 году.

## История
25 декабря 1769 года создана Саратовская провинция Астраханской губернии.
11 января 1780 года был издан указ императрицы Екатерины II об учреждении Саратовского наместничества из северных уездов Астраханской губернии, 7 ноября этого же года последовал Указ об открытии наместничества.
3 февраля 1781 года состоялось торжественное открытие Саратовского наместничества с участием прибывшего из Астрахани астраханского губернатора генерал-поручика Якоби и епископа Антония.
23 августа 1781 года указом императрицы были утверждены гербы наместнического города Саратова и уездных городов Саратовского наместничества (Аткарска, Балашова, Вольска, Камышина, Кузнецка, Петровска, Сердобска, Хвалынска и Царицына).
В 1796 году из 41 наместничества, созданного Екатериной II, её сыном Павлом I были упразднены 8, в том числе указом императора от 12 декабря 1796 года было упразднено Саратовское наместничество, а его уезды распределены между Пензенской и Астраханской губерниями. Указом от 5 марта 1797 года Пензенская губерния была переименована в Саратовскую губернию и губернским городом назначен Саратов. Указом от 11 октября 1797 года из Саратовской губернии были выделены уезды в состав Тамбовской, Нижегородской и Симбирской губерний, из оставшейся части Саратовской губернии указом от 9 сентября 1801 года была выделена Пензенская губерния.
В 1802 году Новохопёрский уезд отошёл к Воронежской губернии, а Черноярский уезд — к Астраханской губернии.
В 1835 году были образованы три новых уезда — Николаевский, Новоузенский и Царевский. В 1851 году Царевский уезд был передан в Астраханскую губернию, а Николаевский и Новоузенский уезды — в новосозданную Самарскую губернию.
В 1838 начала издаваться газета «Саратовские губернские ведомости».
В начале — середине XIX века Саратовская губерния считалась особенно трудной в управлении. Немногим из назначаемых туда в губернаторов и вице-губернаторов удавалось сберечь служебную репутацию и карьеру: их нередко увольняли (зачастую не по их собственной вине) за различные упущения и нарушения, а некоторые были даже отданы под суд. Отчасти это было связано с этническим и религиозным разнообразием населения — Саратов являлся административным, деловым, религиозным и культурным центром колонии поволжских немцев и других выходцев из Европы, лютеран или католиков. В городе и губернии проживало немало военнопленных французов, принявших российское подданство, а также поляков и литовцев. Последние были переселены сюда насильно после Польского восстания 1830 года либо осели на обратном пути из сибирской ссылки.
Указом от 5 июля 1878 года был утверждён герб Саратовской губернии с описанием:

В лазуревом щите, три серебряные стерляди, помещенные в виде вилообразного креста. Щит увенчан Императорскою короною и окружён золотыми дубовыми листьями, соединёнными Андреевскою лентою.

Осенью 1891 года — летом 1892 года территория Саратовской губернии стала частью основной зоны неурожая, вызванного засухой (см. Голод в России (1891—1892)).

### Саратовское земство
В 1902 году в Саратовском земстве находились на службе 1445 человек. Из них 76,8 % были заняты в десяти уездных земствах и 23,2 % — в губернском. Самые большие штаты земских служащих содержались в Балашовском, Вольском, Камышинском и Саратовском уездных земствах.
Накануне Первой русской революции саратовское земство демонстрирует умеренную оппозиционность власти. Земские выборы 1903 года усилили позиции либералов. Либерально настроенные земцы возглавили Аткарскую, Кузнецкую, Петровскую и Саратовскую уездные управы. В губернском земском собрании либералы составили около трети от общего числа гласных, среди которых были видные деятели общероссийского либерального движения председатель губернской земской управы Н. Н. Львов и С. А. Котляревский.

### После 1917 года
В 1918 году часть территории губернии была включена в состав новообразованной автономной области немцев Поволжья.
В 1919 году часть Камышинского (возвращена в 1920 году) и Царицынский уезды переданы вновь образованной Царицынской губернии. В состав губернии вошли из Самарской губернии Николаевский уезд и не вошедшая в автономную область немцев Поволжья часть Новоузенского уезда.
В 1920 году за счёт разукрупнения Новоузенского уезда образованы Дергачевский уезд и Покровский уезды.
В 1921 году за счёт разукрупнения Аткарского уезда образован Еланский уезд.
В 1922 году Покровский уезд был передан автономной области немцев Поволжья.
В 1923 году был упразднён Хвалынский уезд, его территория разделена между Вольским и Кузнецким уездами. Ликвидированы Дергачевский уезд за счёт укрупнения Новоузенского уезда и Еланский уезд с присоединением его к Аткарскому уезду.
Постановлением ВЦИК от 21 мая 1928 года Саратовская губерния была упразднена, и её территория включена в Нижневолжскую область.

## Административное деление
С 1851 по октябрь 1918 года в состав губернии входило 10 уездов:
| №  | Уезд        | Уездный город          | Герб уездного города | Площадь, вёрст² | Население (1897), чел. |
| -- | ----------- | ---------------------- | -------------------- | --------------- | ---------------------- |
| 1  | Аткарский   | Аткарск (7 300 чел.)   |                      | 10 999,8        | 289 813                |
| 2  | Балашовский | Балашов (10 309 чел.)  |                      | 10 440,9        | 311 704                |
| 3  | Вольский    | Вольск (27 058 чел.)   |                      | 4 939,0         | 184 561                |
| 4  | Камышинский | Камышин (16 264 чел.)  |                      | 10 911,5        | 307 493                |
| 5  | Кузнецкий   | Кузнецк (20 473 чел.)  |                      | 4 627,5         | 178 356                |
| 6  | Петровский  | Петровск (13 304 чел.) |                      | 6 509,6         | 222 070                |
| 7  | Саратовский | Саратов (137 147 чел.) |                      | 7 018,2         | 332 860                |
| 8  | Сердобский  | Сердобск (7 381 чел.)  |                      | 6 477,4         | 224 782                |
| 9  | Хвалынский  | Хвалынск (15 127 чел.) |                      | 5 525,6         | 192 718                |
| 10 | Царицынский | Царицын (55 186 чел.)  |                      | 6 795,3         | 161 472                |

## Руководство губернии

### Губернаторы
| Ф. И. О.                                | Титул, чин, звание | Время замещения должности |
| --------------------------------------- | --- | ------------------------- |
| Иван Иванович Поливанов                 | генерал-майор | 1781—1786                 |
| Илья Гаврилович Нефедьев                | генерал-поручик | 1786—1795                 |
| Гедеонов Михаил Яковлевич               | действительный статский советник                                                                                                  | 05.03.1797—27.04.1797     |
| Ланской Василий Сергеевич               | действительный статский советник (тайный советник)                                                                                | 27.04.1797—1802           |
| Беляков Пётр Ульянович                  | действительный статский советник                                                                                                  | 1802—1808                 |
| Панчулидзев Алексей Давыдович           | действительный статский советник                                                                                                  | 24.03.1808—15.11.1826     |
| Голицын Александр Борисович             | князь, действительный статский советник                                                                                           | 17.11.1826—08.08.1830     |
| Рославец Виктор Яковлевич               | статский советник | 26.09.1830—26.04.1831     |
| Переверзев Фёдор Лукич                  | действительный статский советник                                                                                                  | 14.07.1831—29.11.1835     |
| Степанов Александр Петрович             | действительный статский советник                                                                                                  | 05.12.1835—27.03.1837     |
| Бибиков Илларион Михайлович             | генерал-майор | 27.03.1837—16.11.1839     |
| Власов Дмитрий Яковлевич                | генерал-майор | 16.11.1839—15.04.1841     |
| Фадеев Андрей Михайлович                | статский советник | 17.04.1841—12.01.1846     |
| Кожевников Матвей Львович               | статский советник (действительный статский советник)                                                                              | 12.01.1846—25.07.1854     |
| Игнатьев Алексей Дмитриевич             | действительный статский советник, и. д. (утверждён 17.04.1855), (тайный советник)                                                 | 28.07.1854—13.05.1861     |
| Барановский Егор Иванович               | действительный статский советник                                                                                                  | 23.06.1861—13.10.1862     |
| Муравьёв Николай Михайлович             | действительный статский советник                                                                                                  | 16.11.1862—13.05.1863     |
| Щербатов Владимир Алексеевич            | князь, в звании камер-юнкера, статский советник, и. д. (утверждён с произведением в действительные статские советники 01.01.1864) | 19.05.1863—23.05.1869     |
| Гагарин Сергей Павлович                 | князь, действительный статский советник                                                                                           | 23.05.1869—03.10.1870     |
| Галкин-Врасский Михаил Николаевич       | действительный статский советник (тайный советник)                                                                                | 04.10.1870—23.04.1879     |
| Тимирязев Фёдор Иванович                | статский советник, и. д. (утверждён с произведением в действительные статские советники 20.04.1880)                               | 29.06.1879—31.08.1881     |
| Зубов Алексей Алексеевич                | действительный статский советник                                                                                                  | 31.08.1881—12.03.1887     |
| Косич Андрей Иванович                   | генерал-лейтенант | 30.05.1887—11.12.1891     |
| Мещерский Борис Борисович               | князь, шталмейстер, действительный статский советник                                                                              | 20.12.1891—29.04.1901     |
| Энгельгардт Александр Платонович        | в звании камергера, действительный статский советник                                                                              | 10.08.1901—15.02.1903     |
| Столыпин Пётр Аркадьевич                | статский советник | 15.02.1903—26.04.1906     |
| Татищев Сергей Сергеевич                | граф, коллежский советник | 13.05.1906—24.01.1911     |
| Стремоухов Пётр Петрович                | действительный статский советник                                                                                                  | 24.01.1911—1912           |
| Куломзин Анатолий Анатольевич           | действительный статский советник, камергер                                                                                        | 31.12.1912—04.03.1913     |
| Ширинский-Шихматов Андрей Александрович | князь, надворный советник | 04.03.1913—1915           |
| Тверской Сергей Дмитриевич              | статский советник | 1915—1917                 |

### Губернские предводители дворянства
| Ф. И. О.                             | Титул, чин, звание                                                                                 | Время замещения должности |
| ------------------------------------ | -------------------------------------------------------------------------------------------------- | ------------------------- |
| Бекетов Пётр Афанасьевич             | полковник                                                                                          | 1780—1783                 |
| Желтухин Дмитрий Фёдорович           | подполковник                                                                                       | 1784—1785                 |
| Нарышкин Лев Александрович           | обер-шталмейстер                                                                                   | 1785—1788                 |
| Киселёв Игнатий Никифорович          | капитан                                                                                            | 1788—1790                 |
| Юрьев Николай Петрович               | подпоручик                                                                                         | 1790—1793                 |
| Кугушев Яков Фёдорович               | князь, секунд-майор                                                                                | 1793—1796                 |
| Норов Сергей Александрович           | секунд-майор                                                                                       | 1796—16.03.1797           |
| Огарев Богдан Ильич                  | надворный советник                                                                                 | 16.03.1797—1799           |
| Шевырёв Пётр Сергеевич               | надворный советник                                                                                 | 1799—1804                 |
| Баратаев Иван Михайлович             | князь, тайный советник                                                                             | 1804—1806                 |
| Есипов Николай Васильевич            | надворный советник, и. д.                                                                          | 1806—1807                 |
| Юнгер Георгий Томасович              | статский советник                                                                                  | 1807—1810                 |
| Гладков Павел Александрович          | гвардии прапорщик                                                                                  | 1810—1813                 |
| Колокольцов Григорий Аполлонович     | генерал-майор                                                                                      | 1813—1816                 |
| Чагодаев Михаил Николаевич           | князь, премьер-майор                                                                               | 1816—1822                 |
| Панчулидзев Александр Алексеевич     | гвардии полковник                                                                                  | 10.01.1822—10.03.1831     |
| Скибиневский Святослав Михайлович    | подполковник                                                                                       | 10.03.1831—23.12.1839     |
| Столыпин Афанасий Алексеевич         | штабс-капитан                                                                                      | 23.12.1839—18.05.1842     |
| Челюсткин Николай Александрович      | поручик, и. д.                                                                                     | 18.05.1842—18.05.1843     |
| Бекетов Пётр Иванович                | ротмистр                                                                                           | 18.05.1843—18.03.1846     |
| Челюсткин Николай Александрович      | поручик, и. д.                                                                                     | 18.03.1846—10.01.1848     |
| Бахметев Николай Иванович            | полковник                                                                                          | 10.01.1848—25.12.1851     |
| Богданов Пётр Иванович               | чиновник XII класса, и. д.                                                                         | 25.12.1851—21.12.1854     |
| Панчулидзев Алексей Александрович    | титулярный советник                                                                                | 21.12.1854—21.01.1858     |
| Слепцов Александр Павлович           | статский советник, и. д.                                                                           | 21.01.1858—22.04.1858     |
| Щербатов Владимир Алексеевич         | князь, в звании камер-юнкера, статский советник                                                    | 22.04.1858—27.05.1859     |
| Ермолов Александр Иванович           | штабс-капитан                                                                                      | 1859—1860                 |
| Щербатов Владимир Алексеевич         | князь, в звании камер-юнкера, статский советник                                                    | 1860—27.05.1863           |
| Слепцов Александр Павлович           | статский советник                                                                                  | 27.05.1863—16.12.1866     |
| Давыдов Николай Денисович            | отставной гвардии штабс-капитан                                                                    | 16.12.1866—18.12.1869     |
| Михайлов-Рославлев Михаил Михайлович | в звании камергера, статский советник                                                              | 18.12.1869—23.09.1873     |
| Шомпулев Виктор Антонович            | прапорщик                                                                                          | 23.09.1873—19.12.1875     |
| Бернов Иван Иванович                 | отставной полковник                                                                                | 19.12.1875—19.06.1876     |
| Шахматов Александр Иванович          | камер-юнкер, и. д.                                                                                 | 19.06.1876—19.10.1876     |
| Кривский Павел Александрович         | в звании камергера, статский советник (в должности шталмейстера, действительный статский советник) | 05.11.1876—31.12.1887     |
| Голицын Лев Львович                  | князь, в должности егермейстера, статский советник                                                 | 31.12.1887—26.12.1896     |
| Кривский Павел Александрович         | в должности шталмейстера, действительный статский советник                                         | 26.12.1896—06.05.1902     |
| Мельников Михаил Фёдорович           | действительный статский советник                                                                   | 26.12.1902—29.12.1905     |
| Ознобишин Владимир Нилович           | коллежский секретарь (действительный статский советник)                                            | 29.12.1905—1917           |

### Вице-губернаторы
| Ф. И. О.                             | Титул, чин, звание                                                      | Время замещения должности |
| ------------------------------------ | ----------------------------------------------------------------------- | ------------------------- |
| Вешняков Иван Петрович               |                                                                         | 1792—1796                 |
| Панчулидзев Алексей Давыдович        | коллежский советник (статский советник)                                 | 1799—24.03.1808           |
| Заварицкий Никифор Михайлович        | статский советник                                                       | 1808—1816                 |
| Железнов Иван Григорьевич            | коллежский советник                                                     | 1816—10.04.1820           |
| Бибиков Дмитрий Гаврилович           | статский советник                                                       | 10.04.1820—28.10.1821     |
| Розинг Пётр Иванович                 | коллежский советник                                                     | 11.1821—1824              |
| Сомов Пётр Дмитриевич                | коллежский советник                                                     | 15.07.1824—02.12.1827     |
| Сырнев Иван Алексеевич               | коллежский советник                                                     | 12.1827—1829              |
| Рославец Виктор Яковлевич            | коллежский советник                                                     | 22.05.1829—26.09.1830     |
| Муромцов Матвей Матвеевич            | статский советник                                                       | 07.11.1830—08.02.1836     |
| Попов Николай Григорьевич            | статский советник                                                       | 08.02.1836—1838           |
| Арапов Пимен Николаевич              | коллежский советник                                                     | 01.02.1838—24.10.1839     |
| Оде-де-Сион, Карл Карлович           | коллежский советник; с 25.03.1840 — статский советник                   | 24.10.1839—24.12.1842     |
| Сафронов Александр Яковлевич         | надворный советник                                                      | 19.01.1843—02.04.1845     |
| Балкашин Николай Васильевич          | коллежский советник                                                     | 02.04.1845—30.03.1846     |
| Андреев Ардалион Михайлович          | статский советник                                                       | 19.04.1846—18.06.1853     |
| Башмаков Александр Дмитриевич        | в звании камер-юнкера, надворный советник, и. д.                        | 18.06.1853—28.07.1853     |
| Дурново Николай Сергеевич            | надворный советник, и. д.                                               | 28.07.1854—17.09.1855     |
| Сиверс Александр Карлович            | граф, в звании камер-юнкера, коллежский советник                        | 17.09.1855—01.01.1856     |
| Александровский Василий Павлович     | статский советник (действительный статский советник)                    | 01.01.1856—09.02.1862     |
| Беклемишев Фёдор Андреевич           | статский советник                                                       | 02.03.1862—07.12.1862     |
| Ратманов Пётр Макарович              | в звании камергера, действительный статский советник                    | 07.12.1862—26.07.1863     |
| Перцов Александр Петрович            | статский советник (действительный статский советник)                    | 26.07.1863—06.10.1866     |
| Давыдов Лев Петрович                 | надворный советник, и. д. (утверждён 01.06.1867), (коллежский советник) | 07.10.1866—11.11.1867     |
| Набоков Михаил Николаевич            | статский советник (действительный статский советник)                    | 29.12.1867—07.01.1878     |
| Тимирязев Фёдор Иванович             | коллежский советник                                                     | 11.03.1878—29.06.1879     |
| Азанчевский Матвей Павлович          | статский советник                                                       | 29.06.1879—20.03.1882     |
| Яфимович Николай Николаевич          | камер-юнкер, коллежский советник                                        | 20.03.1882—24.11.1883     |
| Куровский Евгений Александрович      | камер-юнкер, статский советник                                          | 24.11.1883—19.12.1885     |
| Тилло Адольф Андреевич               | коллежский советник (статский советник)                                 | 19.12.1885—24.11.1888     |
| Высоцкий Александр Александрович     | действительный статский советник                                        | 24.11.1888—13.04.1903     |
| Новиков Дмитрий Гаврилович           | коллежский советник                                                     | 13.04.1903—02.12.1905     |
| Дубасов Дмитрий Николаевич           | статский советник                                                       | 02.12.1905—07.10.1906     |
| Боярский Пётр Михайлович             | надворный советник (коллежский советник)                                | 07.10.1906—1913           |
| Шебеко Вадим Николаевич              | полковник                                                               | 25.02.1913—1914           |
| Римский-Корсаков Александр Сергеевич | коллежский советник                                                     | 1914—1917                 |

## Население
Национальный состав в 1897 году:
| Уезд             | русские | немцы  | украинцы | мордва | татары | чуваши |
| ---------------- | ------- | ------ | -------- | ------ | ------ | ------ |
| Губерния в целом | 76,7 %  | 6,9 %  | 6,2 %    | 5,1 %  | 3,9 %  | …      |
| Аткарский        | 81,2 %  | 5,1 %  | 13,4 %   | …      | …      | …      |
| Балашовский      | 86,5 %  | …      | 13,2 %   | …      | …      | …      |
| Вольский         | 94,5 %  | …      | …        | 1,7 %  | 1,7 %  | 1,3 %  |
| Камышинский      | 44,5 %  | 40,3 % | 15,0 %   | …      | …      | …      |
| Кузнецкий        | 61,8 %  | …      | …        | 16,0 % | 19,8 % | 2,2 %  |
| Петровский       | 72,4 %  | …      | …        | 20,0 % | 5,6 %  | …      |
| Саратовский      | 86,2 %  | 6,7 %  | 3,0 %    | 2,4 %  | …      | …      |
| Сердобский       | 99,7 %  | …      | …        | …      | …      | …      |
| Хвалынский       | 56,0 %  | …      | …        | 20,3 % | 20,5 % | 3,0 %  |
| Царицынский      | 87,1 %  | 2,2 %  | 7,9 %    | …      | 1,1 %  | …      |

### Дворянские роды
- Воробьёвы
- Жмакины
- Жедринские
- Калантаевы
- Норовы
- Киреевы
- Готовицкие
- Корбутовские